# Gylippidae
Gylippidae vormen een familie van spinachtigen die behoren tot de orde rolspinnen (Solifugae).

## Naam en indeling
De wetenschappelijke naam van de groep werd voor het eerst voorgesteld door Carl Friedrich Roewer in 1933. De familie wordt verdeeld in 28 soorten en vijf geslachten. Onderstaand een lijst van de geslachten volgens Solifuges of the World.
- Geslacht Gylippus
- Geslacht Lipophaga
- Geslacht Trichotoma
- Geslacht Acanthogylippus
- Geslacht Bdellophaga

## Verspreidingsgebied
De vertegenwoordigers van de familie komen voor in delen van centraal Azië en het Midden-Oosten.